# Українська вулиця (Київ)
Українська ву́лиця — вулиця в Шевченківському районі міста Києва, місцевість Волейків. Пролягає від Новоукраїнської вулиці до кінця забудови (лісопарк).

## Історія
Вулиця відома з 1-ї чверті ХХ століття під нинішньою назвою. 1958 року до неї було приєднано Криничну вулицю (до 1938 року — Офіцерська або Народна вулиця), також відомої з 1-ї чверті XX століття.
У 70–80-х роках XX століття стару забудову вулиці було знесено.